# Piotr Machalica
 (février 2023).
Si vous disposez d'ouvrages ou d'articles de référence ou si vous connaissez des sites web de qualité traitant du thème abordé ici, merci de compléter l'article en donnant les références utiles à sa vérifiabilité et en les liant à la section « Notes et références ».
Piotr Machalica, né le 13 février 1955 à Pszczyna, mort le 14 décembre 2020 à Varsovie, est un acteur de théâtre et de cinéma polonais, interprète de chansons littéraires et poétiques.

## Biographie
Piotr Machalica achève en 1981 ses études à l'École nationale supérieure de théâtre de Varsovie. Il fait ses débuts à l'écran dès 1979. Il se produit au Théâtre Powszechny de Varsovie. Il est également un interprète reconnu de chansons « à textes » et reçoit un prix dès 1986 au Festival national de chanson polonaise d'Opole. Il chante notamment des chansons d'Okoudjava et de Brassens .
De 2006 à 2018, il est directeur artistique du Théâtre Mickiewicz de Częstochowa (pl).

### Vie privée
Piotr Machalica est issu d'une famille d'acteurs : son père Henryk Machalica (en) ou son frère aîné Aleksander (pl), dont le jumeau est un joueur de basket de haut niveau puis entraîneur et élu local Krzysztof (pl).
Après un premier mariage avec Małgorzata Machalica, dont sont issus deux enfants, Sonia et Franciszek et qui se conclut par un divorce difficile, il partage la vie de l'actrice Edyta Olszówka (pl). Il vit ensuite à partir de 2012 avec Aleksandra Sosnowska qu'il épouse le 19 septembre 2020.
En 2013, il subit une opération du cœur qui lui sauve la vie. Il meurt le 14 décembre 2020 à l'hôpital varsovien où il avait été admis quelques jours plus tôt, victime de la Covid-19.

## Filmographie
- 1979 : Rycerz (pl) de Lech Majewski : un moine
- 1985 : Medium de Jacek Koprowicz (pl) : le Gauleiter
- 1987 : Zabij mnie glino (pl) de Jacek Bromski : capitaine Popczyk
- 1988 : Le Décalogue 9 (Tu ne convoiteras pas la femme d'autrui) : Roman
- 1988 : Brève histoire d'amour (Krótki film o milosci) de Krzysztof Kieślowski : Roman
- 1992 : Marie Curie, une femme honorable de Michel Boisrond : Jean Perrin

- 2019 : Géométrie de la mort (Zasada przyjemności) de Dariusz Jabłoński : Gustaw

## Discographie
solo
- 2002 : Portret muzyczny: Brassens i Okudżawa, Polskie Radio
- 2012 : Moje chmury płyną nisko, Rockers Publishing
- 2015 : Piaskownica, Mystic Production (pl)
- 2019 : Mój ulubiony Młynarski (pl), Sony Music Entertainment

en duo
- 2015 : Kuba Blokesz (pl) et Piotr Machalica, Lwów. Szkice miejskie, Dalmafon